# Hypena nuta
Hypena nuta là một loài bướm đêm trong họ Erebidae.